# 總有驕陽
是一套1999年的美國劇情片，由莱塞·霍尔斯道姆執導，托比·马圭尔及米高·肯恩主演。電影改編自約翰·艾文的同名小說，劇本亦由艾文執筆，描述一名孤兒成長的故事。
電影獲提名第72届奧斯卡最佳電影獎及其他4個奧斯卡獎，但最後只得最佳男配角及最佳改編劇本獎。

## 劇情
在緬因州的荒山中有一個由韋伯．勒奇醫生和兩個護士掌管的聖云詩孤兒院，專責收養棄嬰，必要時勒奇醫生會幫婦女墮胎。
荷馬．威爾斯出生後，數度被幾個家庭先後收養，但異於常人的他總是很快又被送還孤兒院。勒奇醫生十分喜愛和信任這奇特的男孩，遂將醫學知識傳授給他，荷馬學得很快很多，但就是反對為人墮胎；他會幫助接生，但絕不碰墮胎手術。直到有一次，遇到一個孤身來到孤兒院求助的女孩，她有孕在身且因感染而發高燒，只因先前遇到自稱醫生的人作出錯誤治療，導致在勒奇醫生搶救後仍然去世，這件事情迫使荷馬重新思考對生命的看法。
一次偶然的機會，荷馬結識前來孤兒院墮胎的甘蒂，和其論及婚嫁的男友華利。手術結束後荷馬要求跟他們同行離開，華利是一個飛行軍官，家裡經營蘋果果園，而荷馬打算留在果園工作賺錢，在蘋果園裡荷馬認識了管理者路士先生、她的女兒蘿絲及其他季節工。荷馬與他們同住在宿舍裡；而荷馬、甘蒂、華利的友誼越來越深厚。
在華利假期結束回到軍中的時候，荷馬漸漸對甘蒂產生情愫；而甘蒂對於華利把她丟下去從軍感到不滿，因此於縱自己與荷馬之間『順其自然』的發展，終至一發不可收拾。
家中接到了華利飛機失事的消息，雖大難不死卻因為染上瘧疾轉成腦炎而致下半身癱瘓。甘蒂自覺夾在兩人之間，不知如何是好。荷馬感到自己不能無所作為，於是決意與甘蒂分開，因為他知道華利需要她。
當隔年移工們再次回來蘋果園的時候，荷馬發現蘿絲懷孕了，在甘蒂的追問下，蘿絲坦承孩子的爸是路士先生—也就是蘿絲的父親，而且路士先生對她嚴加看管。由於不可能有其他出路，荷馬決定幫蘿絲墮胎。
在手術後蘿絲打算溜走被路士先生發現，路士先生原本想把小刀給她防身卻被誤會，反被蘿絲刺傷後逃走，自責不已的路士先生為掩飾女兒下手的刀傷便自殘身體多處，並要荷馬他們對警方說他純粹因女兒離家傷心過度自殘而死，荷馬他們答應後他才安心死去。
荷馬在接到勒奇醫生的死訊後復返孤兒院，護士告訴他勒奇醫生對他的用心
荷馬在這段旅程中不僅學到經營果園的方法、看見了孤兒院之外的真實世界、體會到人生的悲苦與歡樂，也與好友的女友墜入情網，從此在道德與愛情之間徘徊掙扎。經過人生歷練的荷馬，也終於追隨勒奇醫生的腳步，掌管孤兒院，及勒奇醫生的一切業務。

## 演員
- 托比·马圭尔 飾演 Homer Wells
- 米高·肯恩 飾演 Dr. Wilbur Larch
- 查理兹·塞隆 飾演 Candy Kendall
- 保羅·路德 飾演 Lt. Wally Worthington
- 德尔罗伊·林多 飾演 Arthur Rose
- 艾莉卡‧芭朵（英语：Erykah Badu） 飾演 Rose Rose
- Heavy D（英语：Heavy D） 飾演 Peaches
- K·托德·弗里曼（英语：K. Todd Freeman） 飾演 Muddy
- 基蘭·克金 飾演 Buster
- 珍·亞歷山大（英语：Jane Alexander） 飾演 護士Edna
- 凱西·貝克（英语：Kathy Baker） 飾演 護士Angela
- 凱特·尼利甘（英语：Kate Nelligan） 飾演 Olive Worthington
- 帕茲·德·拉·維爾塔 飾演 Mary Agnes
- J·K·西蒙斯 飾演 Ray Kendall
- 伊萬·帕克（英语：Evan Parke） 飾演 Jack
- 吉米·弗林（英语：Jimmy Flynn） 飾演 Vernon
- 埃瑞克·佩·蘇利文 飾演 Fuzzy Stone
- 絲凱·麥蔻·芭杜席亞克（英语：Skye McCole Bartusiak） 飾演 Hazel
- Spencer Diamond 飾演 Curly

## 外部連結
- 官方网站
- 互联网电影数据库（IMDb）上《The Cider House Rules》的资料（英文）
- Box Office Mojo上《The Cider House Rules》的資料（英文）
- 爛番茄上《The Cider House Rules》的資料（英文）
- Metacritic上《The Cider House Rules》的資料（英文）